# Anton Bernolák
Anton Bernolák (ur. 3 października 1762 w Slanicy, zm. 15 stycznia 1813 w Érsekújvár) – słowacki językoznawca i ksiądz katolicki. Jako pierwszy skodyfikował reguły gramatyki i ortografii języka słowackiego.

## Życiorys
W latach 1774–1778 uczęszczał do gimnazjum w Rużomberku. Później w latach 1778–1780 jako seminarzysta studiował retorykę i filozofię w Bratysławie, a w latach 1780–1782 filozofię w Trnawie. Rozpoczęte studia teologiczne w Wiedniu (1782–1784) ukończył w 1787 roku w generalnym seminarium duchownym w Bratysławie. Pierwszą miejscowością, w której posługiwał, była wieś Čeklís w powiecie Senec – dzisiejsze Bernolákovo. W latach 1791–1797 pracował jako sekretarz wikariusza archidiecezji w Trnawie. Od 1 czerwca 1797 roku aż do śmierci był proboszczem w Nowych Zamkach. Początkowo pełnił też funkcję archidiakona powiatu Nowe Zamki, a następnie, po podziale powiatu na dwie części, dziekana „dolnego” powiatu. Poza tym był również kierownikiem głównej szkoły miejskiej, w której uczył też religii. Zmarł nagle, na atak serca podczas porannego golenia. Pochowany jest w Nowych Zamkach w kapliczce Najświętszej Trójcy na placu, noszącym jego imię.
W okresie studiów był zafascynowany reformą oświeceniową Marii Teresy i Józefa II. Stał się propagatorem słowackiego odrodzenia narodowego. Swoją uwagę skierował na językoznawstwo. W tym czasie podjął się zadania kodyfikacji i ujednolicenia języka słowackiego. Ortografię i gramatykę w dużej mierze oparł na dialekcie okolic Trnawy, niektóre elementy pochodziły z dialektów centralnych. Do rozpoczętego dzieła włączyli się również m.in. Juraj Fándly, Jozef Ignác Bajza, Ján Hollý, Alexander Rudnay, Martin Hamuljak. I chociaż ostatecznie kodyfikacja Bernoláka (słow. „bernolákovčina”, bernolákovska kodifikácia), przedstawiona w kilku dziełach autora z lat 1787–1791 nie przyjęła się, to działania podjęte przez Bernoláka doprowadziły do powstania ruchu, który przez kolejne 50 lat w pełni przeprowadził proces kodyfikacji języka słowackiego. Przyczynili się do tego m.in. Ľudovít Štúr, Jozef Miloslav Hurban, Michal Miloslav Hodža.

## Dzieła
- Divux rex Stephanus, magnus Hungarorum apostolus – Trnawa 1782.
- Kritická filoogická rozprava o slovanských písmenách (Dissertatio-critica de literis Slavorum) – zbiorowe dzieło seminarzystów bratysławskich, które powstało pod kierownictwem Antona Bernoláka, 1787.
- Stručná a zároveň ľahká ortografia (Linguae Slavonicae… compendiosa simul et facilis Orthographia) – podręcznik z nowymi zasadami ortograficznymi, 1787.
- Slovenská gramatika (Gramatica Slavica) – podręcznik do gramatyki języka słowackiego, Bratysława 1790; w 1817 roku ukazał się w niemieckojęzycznym przekładzie.
- Toto maličké písmo má sa pánovi Anti-Fándlymu do jeho vlastních ruk odevzdať, – dzieło polemiczne, 1790.
- Etymológia slovanských slov (Etymológia vocum slavicarum) – podręcznik etymologiczny, Trnawa 1791.
- Ňečo o epigrammatéch – 1794.
- Ešče ňečo o epigrammatéch, anebožto málorádkoch M. W. P. Jozefa Bajza… (Vidané v Poli elízíském teho roku 1794) – dzieło napisane jako polemika z Jozefem Ignácym Bajzą, 1794.
- Príhodná kázeň pri primíciách Jozefa Kunsta – kazanie, 1795.
- O vážnosťi a ucťivosťi satvu kňažského príhodná kázeň – 1795.
- Katechizmus z otázkami a odpoveďami… – 1796.
- Na smrť… Stocsko Jurka – 1803.
- Pohrebná kázeň – 1803.
- Halottas beszéd – 1809.
- Be-ik- tató beszéd – 1809.
- Slowár Slowenskí, Česko-Laťinsko-Ňemecko-Uherskí – sześciotomowy słownik, który miał być podręcznikiem norm tworzenia słów (wydał go dopiero kanonik Juraj Palkovič w Budíně po śmierci Bernoláka), 1825/1827.

## Pamiątki[3]
- Popiersie (dłuta J. Pospíšila), ustawione w 1927 r. w Bratysławie – pierwszy historycznie pomnik poświęcony Bernolákowi.
- Pomnik w Trnawie (kompozycja rzeźbiarska autorstwa J. Koniarka).
- Pomnik w Nowych Zamkach (dłuta J. Pospíšila).
- Pomnik w Bernolákovie (autor: F. Motošek).
- Pomnik z brązowym posągiem Bernoláka (dłuta M. Machala) na wyspie Slanický ostrov na Jeziorze Orawskim, przeniesiony tu z zatopionej wodami jeziora wsi Slanica.
- Popiersie i tablica pamiątkowa[2] na budynku probostwa w Nowych Zamkach.
- Tablica pamiątkowa z popiersiem na budynku gimnazjum w Sencu.